# Tobías Rubio
Tobías Javier Rubio (Avellaneda, 27 luglio 2004) è un calciatore argentino, difensore del Defensa y Justicia in prestito dal Racing Club.

## Caratteristiche tecniche
È un terzino destro.

## Carriera
Rubio è cresciuto nel settore giovanile del Racing Club con cui ha firmato il primo contratto professionistico nell'agosto del 2022. Ha debuttato in prima squadra il 15 luglio 2023 nell'incontro di Primera División pareggiato 1-1 contro il Rosario Central.
Il 6 settembre 2024 è stato ceduto in prestito al Defensa y Justicia.

## Statistiche

### Presenze e reti nei club
Statistiche aggiornate al 2 maggio 2025.
| Stagione                  | Squadra                   | Campionato                | Campionato | Campionato | Coppe nazionali | Coppe nazionali | Coppe nazionali | Coppe continentali | Coppe continentali | Coppe continentali | Altre coppe | Altre coppe | Altre coppe | Totale | Totale | Totale |
| Stagione                  | Squadra                   | Comp                      | Pres       | Reti       | Comp            | Pres            | Reti            | Comp               | Pres               | Reti               | Comp        | Pres        | Reti        | Pres   | Reti   |        |
| ------------------------- | ------------------------- | ------------------------- | ---------- | ---------- | --------------- | --------------- | --------------- | ------------------ | ------------------ | ------------------ | ----------- | ----------- | ----------- | ------ | ------ | ------ |
| 2023                      | Racing Club               | PD                        | 3          | 0          | CA+CdL          | 1+7             | 0               | CL                 | 2                  | 0                  | -           | -           | -           | 13     | 0      |        |
| gen.-ago. 2024            | Racing Club               | PD                        | 1          | 0          | CA+CdL          | 0+9             | 0               | CS                 | 1                  | 0                  | -           | -           | -           | 11     | 0      |        |
| Totale Racing Club        | Totale Racing Club        | Totale Racing Club        | 4          | 0          |                 | 17              | 0               |                    | 3                  | 0                  |             | -           | -           | 24     | 0      |        |
| sep.-dic. 2024            | Defensa y Justicia        | PD                        | 10         | 0          | CA              | -               | -               | -                  | -                  | -                  | -           | -           | -           | 10     | 0      |        |
| 2025                      | Defensa y Justicia        | PD                        | 3          | 0          | CA              | 1               | 0               | CS                 | 0                  | 0                  | -           | -           | -           | 4      | 0      |        |
| Totale Defensa y Justicia | Totale Defensa y Justicia | Totale Defensa y Justicia | 13         | 0          |                 | 1               | 0               |                    | 0                  | 0                  |             | -           | -           | 14     | 0      |        |
| Totale carriera           | Totale carriera           | Totale carriera           | 17         | 0          |                 | 18              | 0               |                    | 3                  | 0                  |             | -           | -           | 48     | 0      |        |

## Palmarès

### Club

#### Competizioni internazionali
- Coppa Sudamericana: 1

Racing Club: 2024